# Darthvaderum greensladeae
Darthvaderum greensladeae är en kvalsterart som beskrevs av Hunt 1996. Darthvaderum greensladeae ingår i släktet Darthvaderum och familjen Pheroliodidae. Inga underarter finns listade i Catalogue of Life.